# Aphrophora irrorata
Aphrophora irrorata är en insektsart som beskrevs av Ball 1899. Aphrophora irrorata ingår i släktet Aphrophora och familjen spottstritar. Inga underarter finns listade i Catalogue of Life.